# Heinrich Schröder (Maler)
Heinrich Schröder (* 12. Juli 1881 in Krefeld; † 2. Mai 1942 in Innsbruck) war ein deutscher Maler des Expressionismus und der Neuen Sachlichkeit.

## Leben

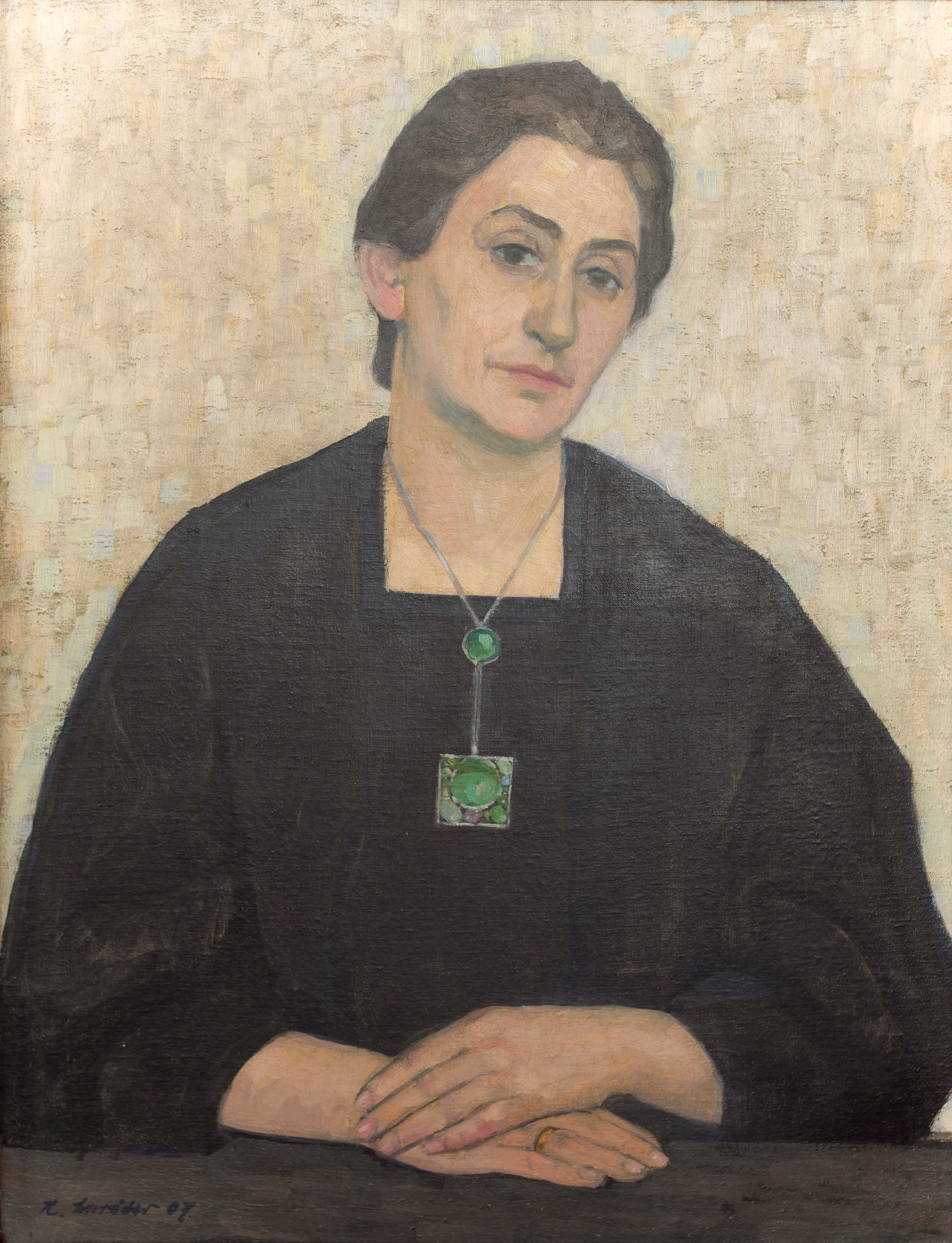
Bildnis Broncia Koller-Pinell, 1907

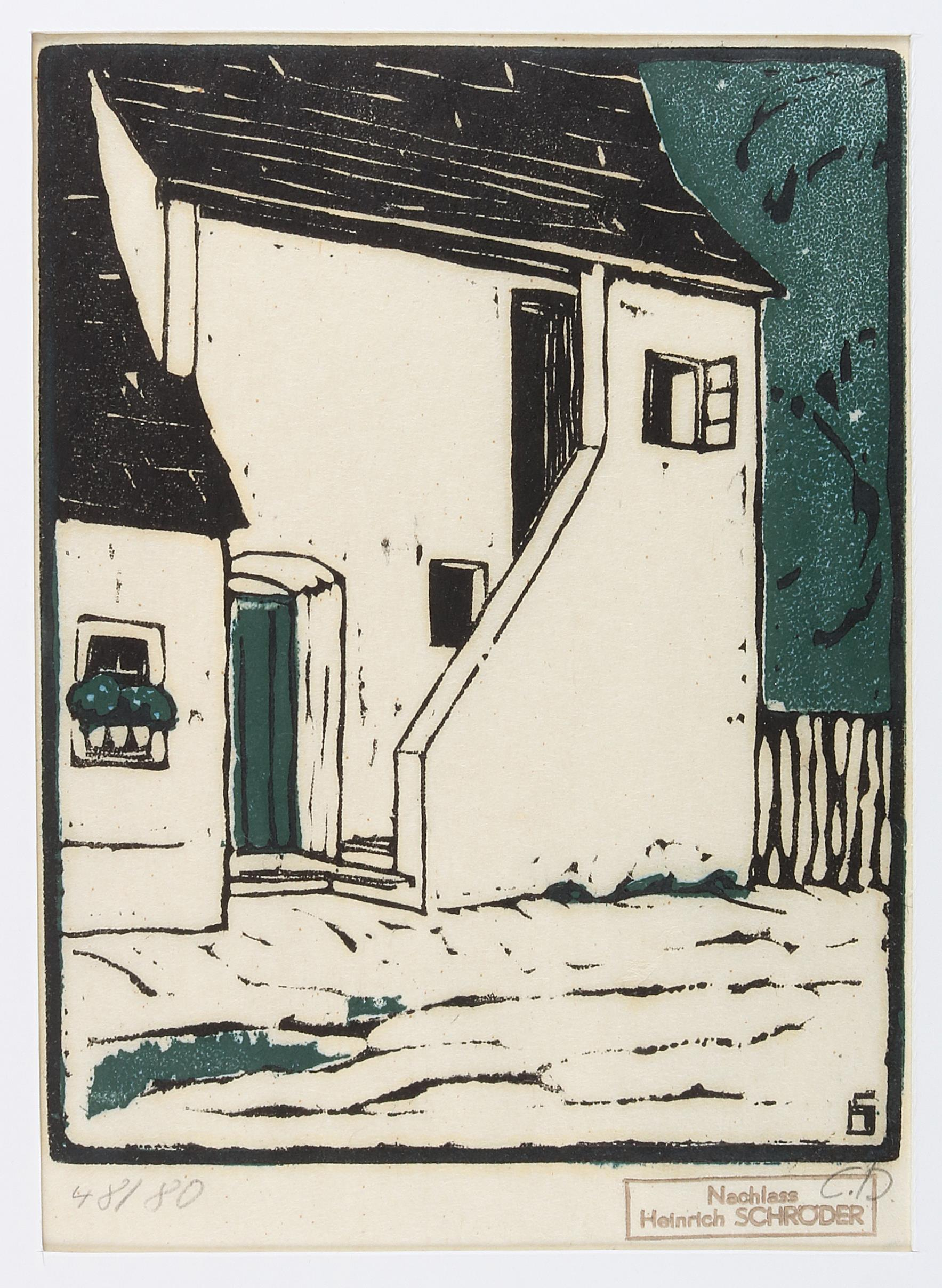
Ohne Titel, Holzschnitt

Heinrich Schröder studierte in Berlin, Weimar und Paris. 1904 lernt Schröder in München den Wiener Industriellen Hugo Koller kennen, der den jungen Maler beginnt finanziell und moralisch zu unterstützen. 1905 übersiedelt Schröder nach Wien. Broncia Koller-Pinell wird seine Mentorin und engste Künstlerkollegin. Die beiden teilen sich ein Atelier im 4. Wiener Gemeindebezirk, nähern sich stilistisch deutlich an und porträtieren einander. Das „Bildnis Broncia Koller“ von Schröder befindet sich heute in der Sammlung der Landesgalerie Niederösterreich, das „Bildnis Heinrich Schröder“ in Privatbesitz. Die Familie Koller wird zum Mittelpunkt während Schröders Zeit in Wien, die nach heutiger Forschung von 1905 bis 1912 andauerte.
1908 wurde er durch die Unterstützung Koller-Pinells in die berühmte Runde der Klimtgruppe aufgenommen, die die legendäre Kunstschau 1908 und 1909 organisierte. 1911 folgte eine gemeinsame Ausstellung mit Broncia Koller-Pinell in der Galerie Miethke, Wien. Der Ausstellungskatalog ist in der digitalen Sammlung des Belvedere erhalten. In der Sammlung Albertina findet sich ein Brief der Galerie Miethke an Egon Schiele um die Verlängerung der Koller-Schröder-Ausstellung anzukündigen.
Ab 1911 reiste er für drei Jahre durch Frankreich, Bosnien und Afrika. 1914 übersiedelte er nach München, bezog ein Atelier in der Adalbertstraße und wurde Mitglied der Münchener Secession. Er blieb Wien und der Kunstszene eng verbunden und stellte weiterhin regelmäßig dort aus. 
1923 fanden Ausstellungen in der Münchner Secession und im Münchner Glaspalast statt. 1925 waren Bilder seiner Hand im Wiener Künstlerhaus bei der 6. Kunstschau des Bundes Österreichischer Künstler vertreten. In diesem Jahr reiste er nach Italien und hielt er sich im Künstlerdorf Anticoli Corrado auf.
1926 wurden seine Bilder erneut im Münchner Glaspalast gezeigt. In der Folge von 1927 bis 1935 fanden jährlich Ausstellungen im Kunstsalon Heller, München statt. 1929 unternahm er eine zweite Afrikareise mit Hauptaufenthaltsort Tunis. Ab 1930 ist Schröder Teil der Jury der Maler der Münchener Secession. 1937 wurden in der Aktion „Entartete Kunst“ aus der Städtischen Kunstsammlung Düsseldorf sieben Bilder Schröders und aus der Städtischen Galerie Nürnberg sein Ölgemälde „Bucht auf Mallorca“, für das er 1933 den Dürer-Preis erhalten hatte, beschlagnahmt und vernichtet. Die letzten Jahre bis zu seinem Tod verbrachte Schröder in Tirol. Der Maler Julius Seyler und weiterer Künstlerfreunde widmeten ihm dort ein Grab. 

## Künstlerisches Nachleben
Zu Schröders Werken zählen Ölbilder und Holzschnitte, die u. a. Einflüsse von Broncia Koller-Pinell, Egon Schiele und Alexander Kanoldts zeigen. Sein Werk tendiert ab den später 1910er Jahren zum Stil der Neuen Sachlichkeit. 
Bereits in den 1970er Jahren gibt es Bestrebungen ein Heinrich-Schröder-Museum in seiner Geburtsstadt Krefeld zu errichten. 1975 fand eine erste Retrospektive seiner Werke in der Wiener Galerie Gras statt, 1990 folgte eine Personale im Kunsthandel Hieke, Wien. 
2007/08 zeigte das Belvedere seine Werke in der Ausstellung „Wien-Paris, Van Gogh, Cézanne und Österreichs Moderne 1880 bis 1960“. 2008 waren seine Bilder bei der Ausstellung „Gustav Klimt und die Kunstschau 1908“ zu sehen. 2024 sind einige seiner Werke Teil der Ausstellung „Broncia Koller-Pinell. Eine Künstlerin und ihr Netzwerk“, Belvedere. 
Seine Werke befinden sich heute in den Sammlungen des Wien Museum, der Albertina, des Leopoldmuseums, der Landesgalerie Niederösterreich, der Pinakothek sowie der Bayerischen Staatlichen Gemäldesammlung, München.

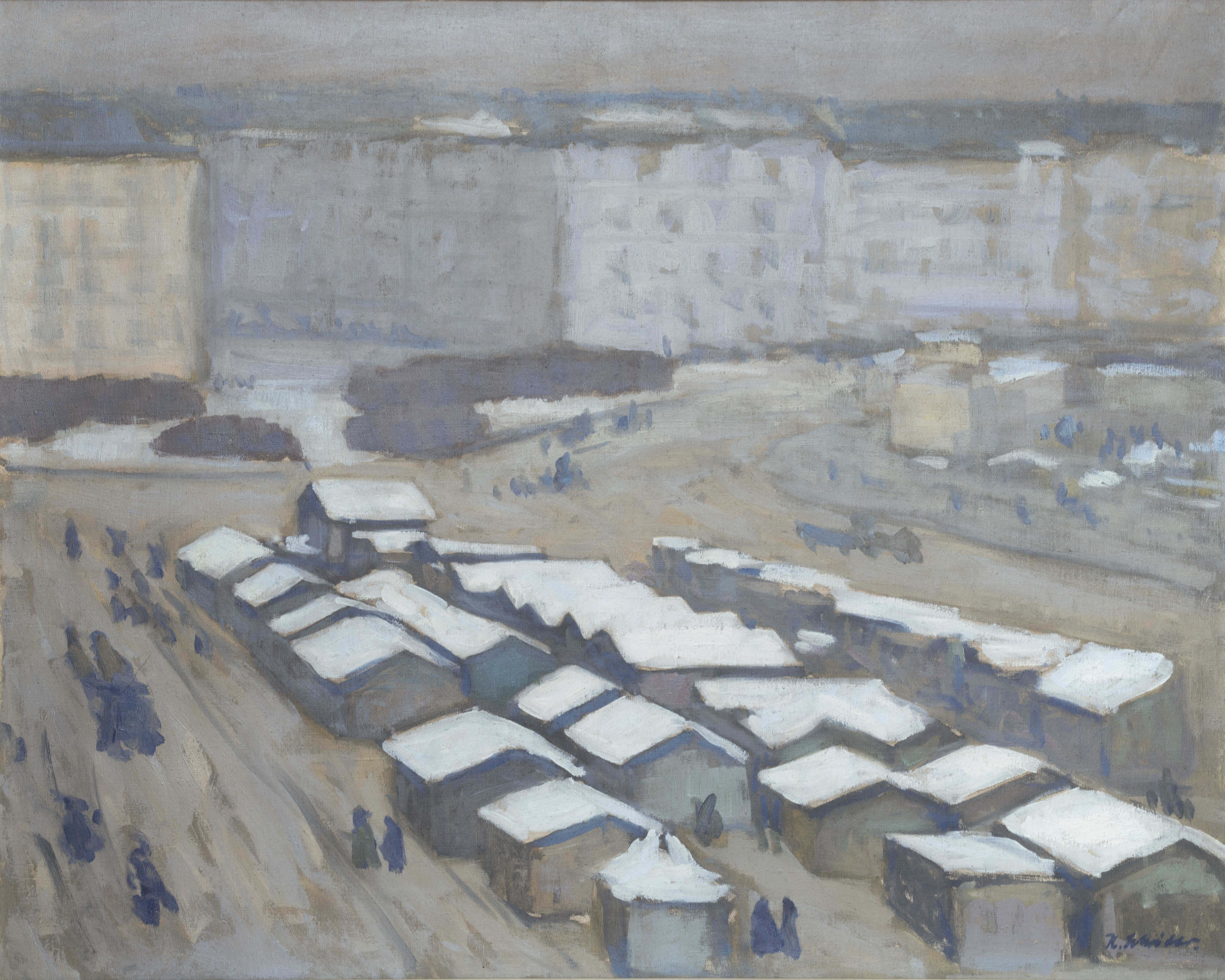
Naschmarkt im Winter, nach 1906
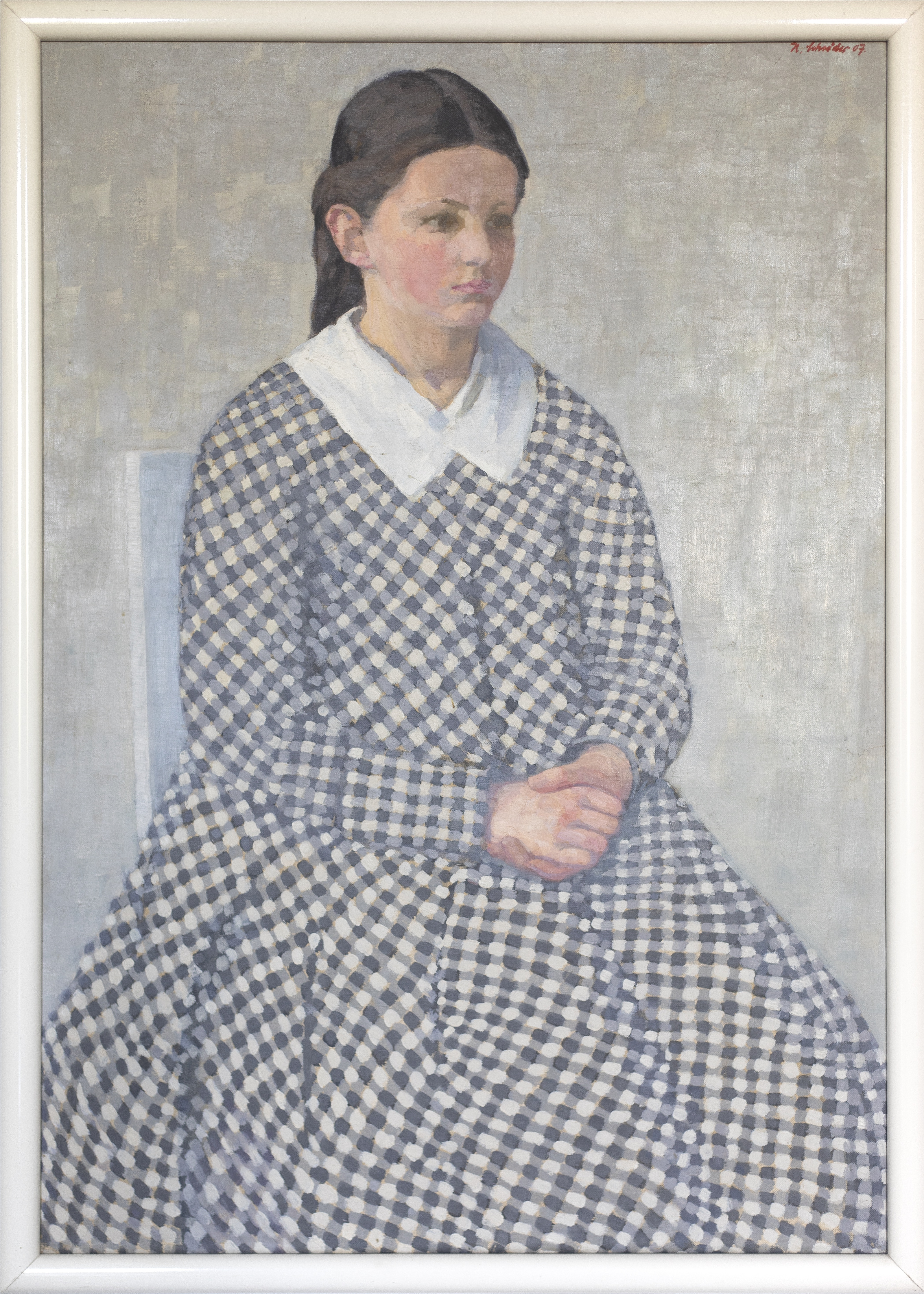
Porträt der Silvia Koller (Silvia im karierten Kleid), 1907
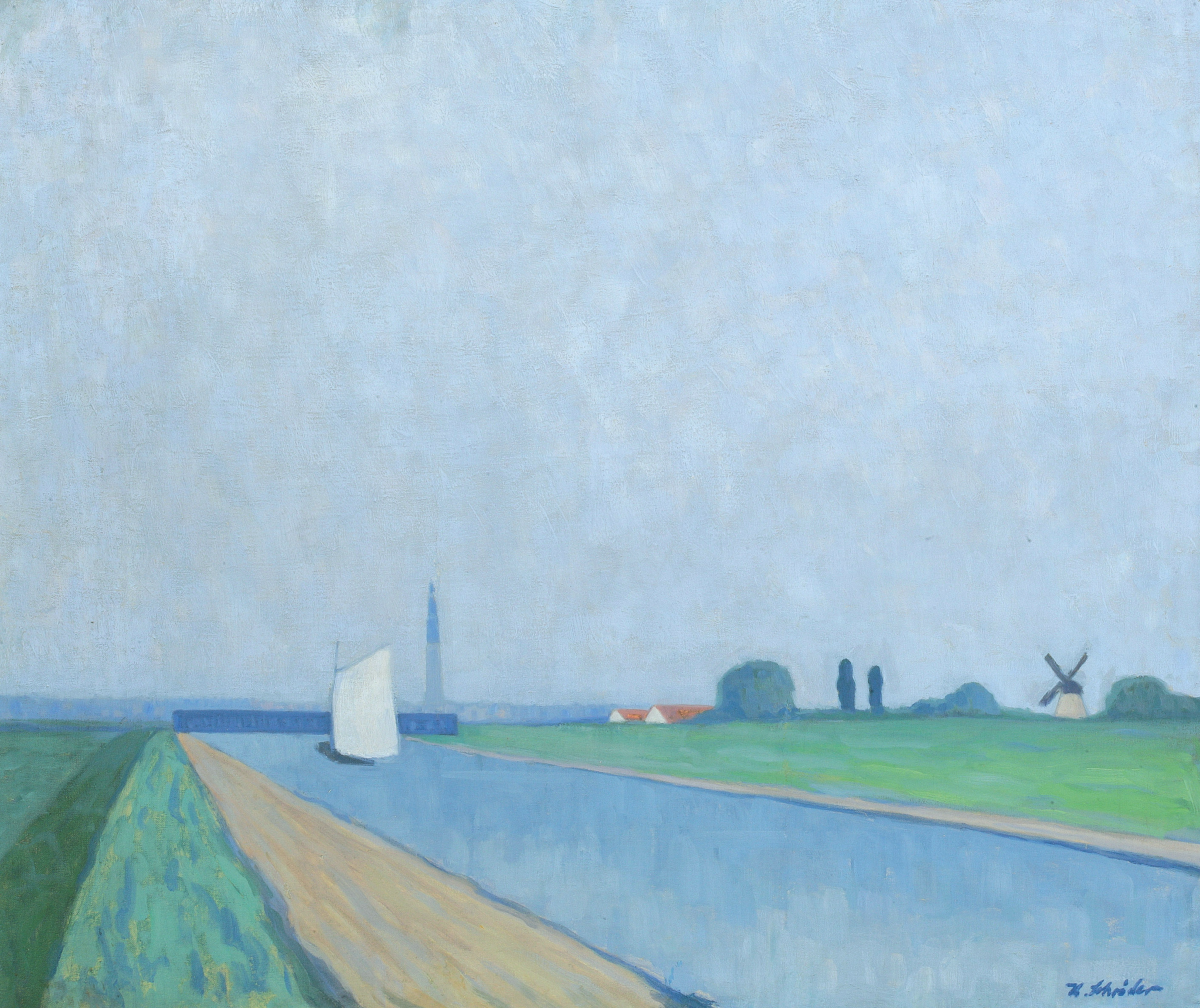
Das weiße Segel, um 1908
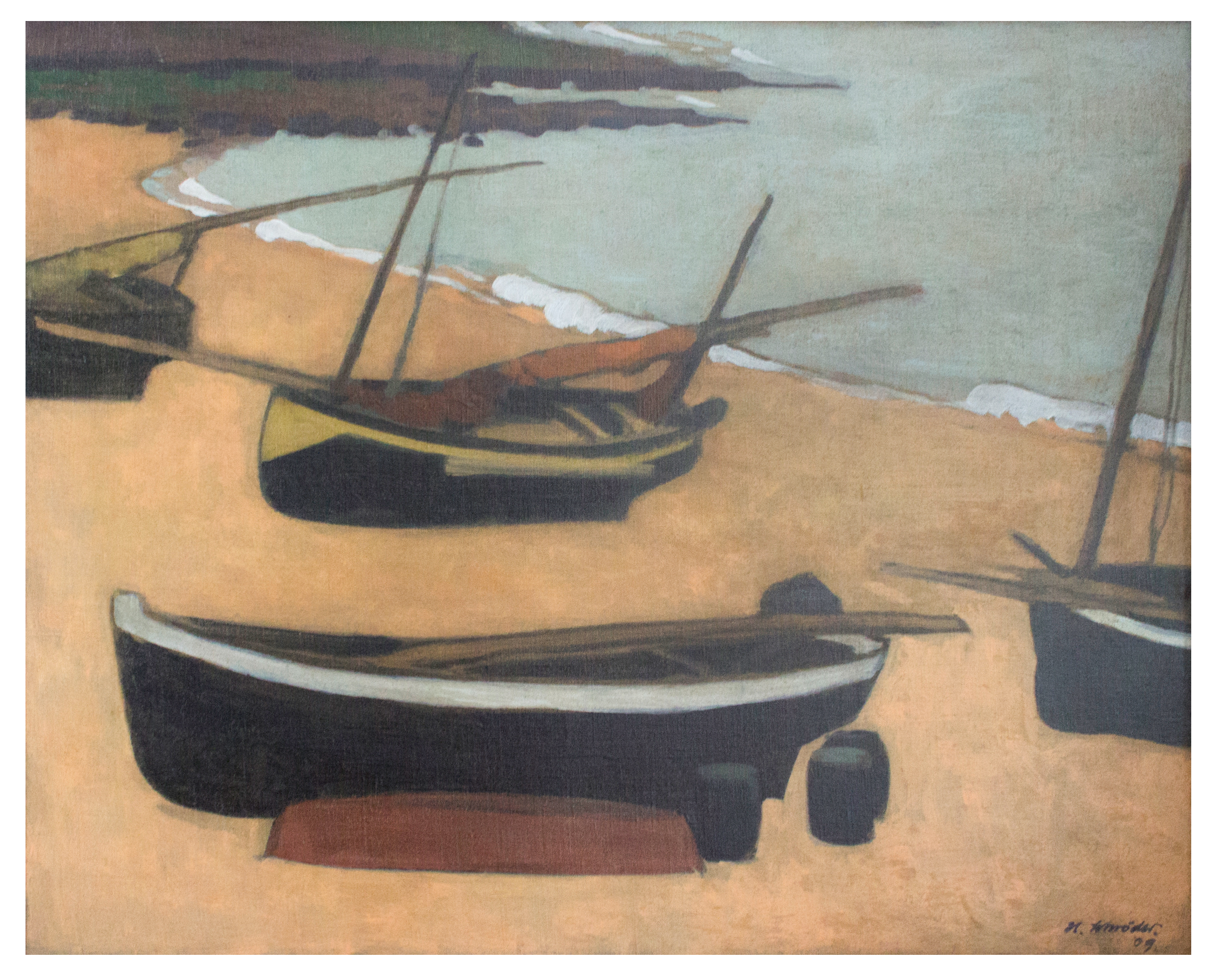
Boote vor Étretat, signiert, datiert 1909, Öl/Leinwand, 50 × 61 cm
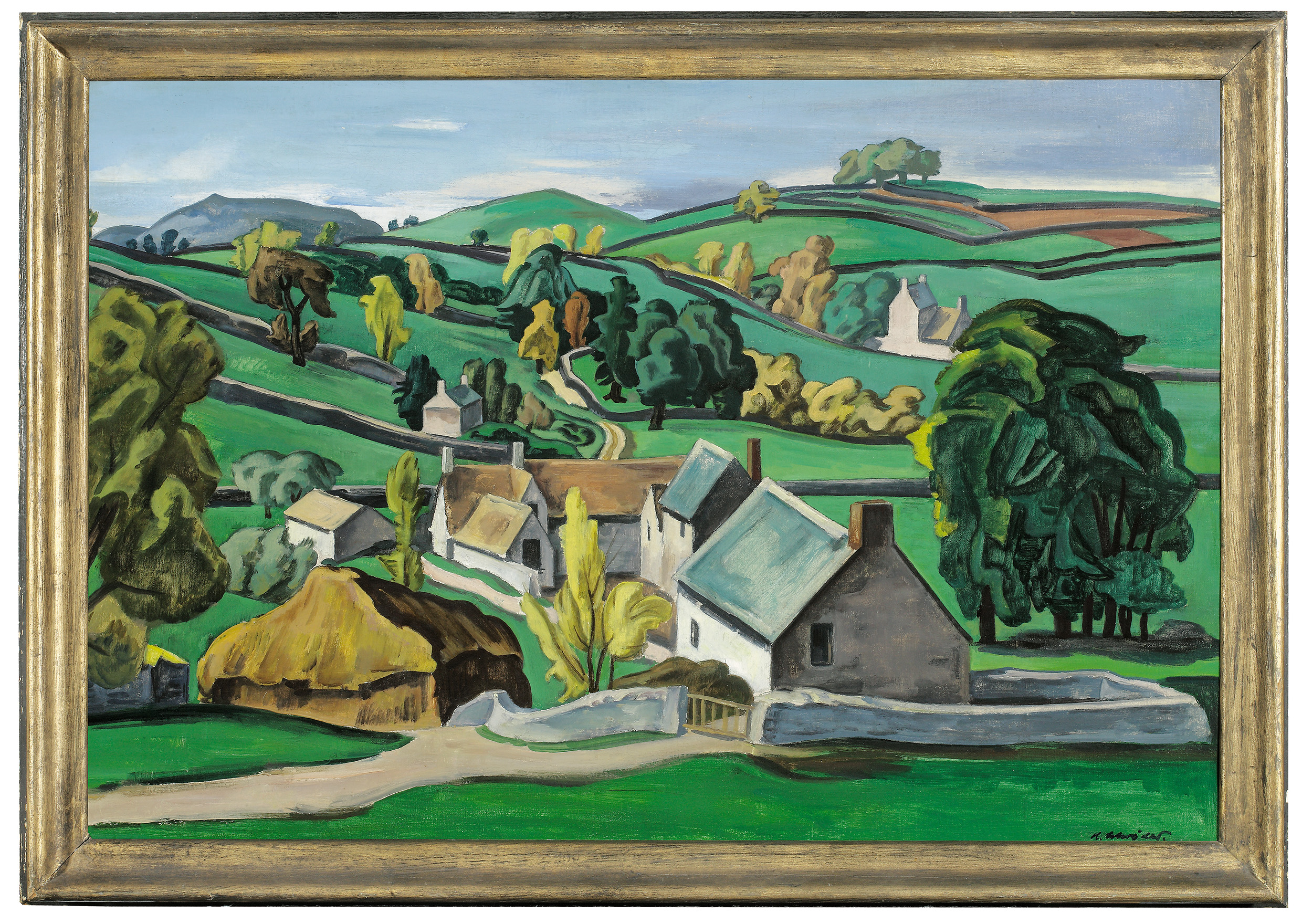
Landschaft in der Bretagne, um 1920, Privatbesitz
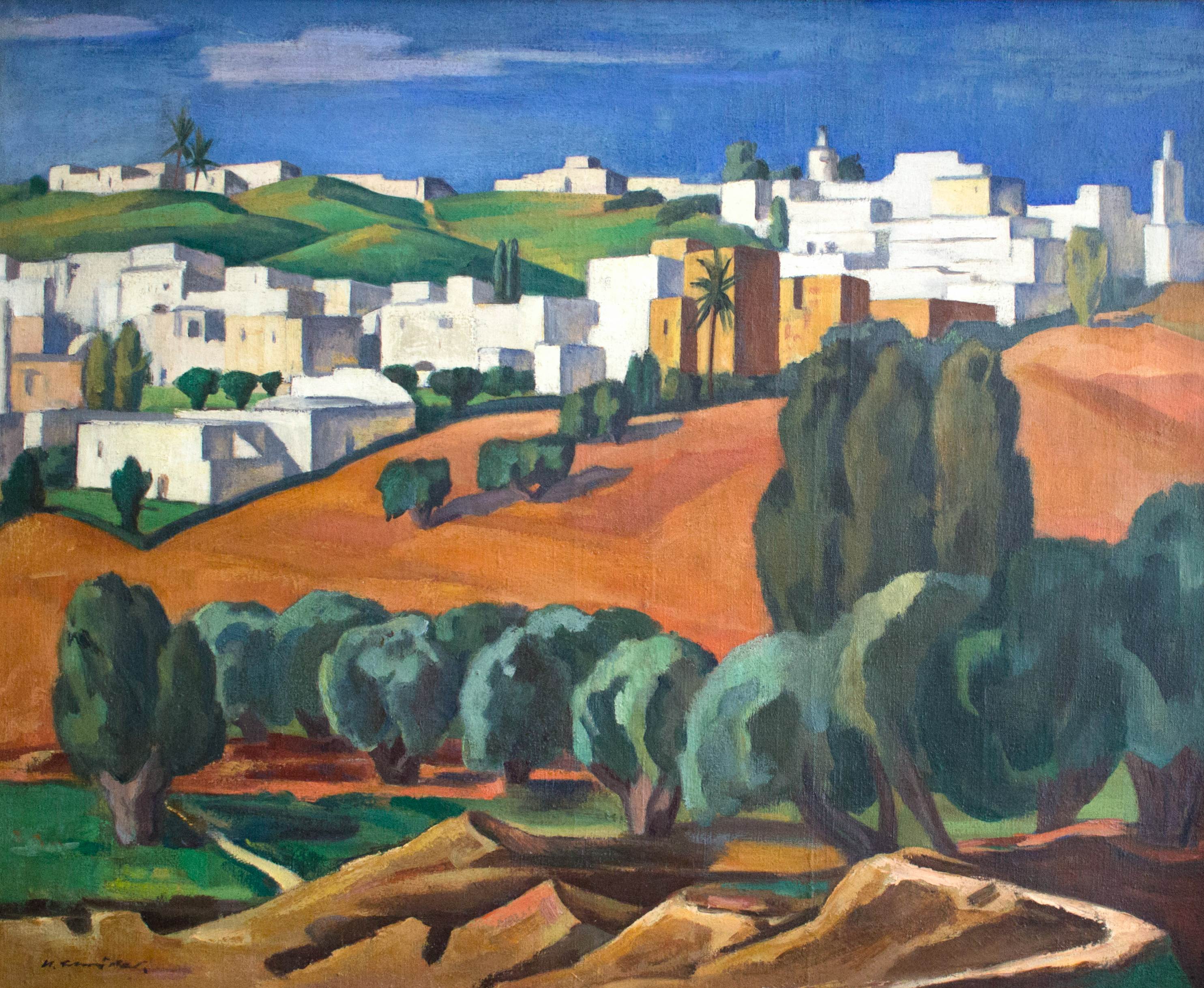
Sidi Bou Said III, signiert, datiert 1929, Öl/Leinwand, 70 × 85 cm

## Ausstellungen (Auswahl)
- 1908: Kunstschau, Wien
- 1909: Internationale Kunstschau, Wien
- 1911: „Kollektivausstellung B. Koller-Pinell und Heinrich Schröder“, Galerie Miethke, Wien
- 1923: Secession, München
- 1925: Künstlerhaus, Wien
- 1926: Glaspalast, München
- 1926: „Erste repräsentative österreichische Kunstausstellung in Budapest“ – Genossenschaft der bildenden Künstler Wiens, Vereinigung bildenden Künstler „Wiener Secession“, Künstlerbund „Hagen“, Bund österreichischer Künstler (Kunstschau), Nationalsalon Budapest. Katalog zur Ausstellung in der Sammlung Belvedere
- 1927 bis 1935: Kunstsalon Heller, München
- 1990: „Heinrich Schröder. Berlin, Paris, Wien“, Kunsthandel Hieke, Wien
- 1993: „Koller-Schröder. Eine Künstlerfreundschaft“, Kunsthandel Hieke, Wien
- 2007/08: „Wien-Paris, Van Gogh, Cézanne und Österreichs Moderne 1880 bis 1960“, Belvedere, Wien
- 2008: „Gustav Klimt und die Kunstschau 1908“ Belvedere, Wien
- 2024 „Broncia Koller-Pinell - Heinrich Schröder. Eine Künstlerfreundschaft“, Kunsthandel Hieke, Wien
- 2024: „Broncia Koller-Pinell. Eine Künstlerin und ihr Netzwerk“, Belvedere, Wien